# Sylvia Nasar
Sylvia Nasar, née le 17 août 1947, est une journaliste américaine. Elle est surtout connue pour sa biographie de John Forbes Nash Jr., Un bel esprit (A Beautiful Mind), qui lui a valu le Prix du Cercle National des critiques de livres. En 2021, elle est professeur émérite à l'École de journalisme de l'Université Columbia.

## Biographie et carrière
Nasar est née à Rosenheim, en Allemagne, d'une mère bavaroise et d'un père ouzbek, Rusi Nasar, qui a rejoint la CIA en tant qu'officier de renseignement. Sa famille immigre aux États-Unis en 1951, puis déménage à Ankara, en Turquie, en 1960. Elle obtient une licence en littérature de l'Antioch College en 1970 et un master en économie à l'Université de New York en 1976. Pendant quatre ans, elle fait des recherches avec Wassily Leontief, lauréat du prix Nobel. Elle rejoint en 1983 le magazine Fortune en tant que rédactrice, devient en 1990 chroniqueuse pour U.S. News & World Report et est de 1991 à 1999 correspondante économique pour le New York Times. Elle est la première professeure à la chaire John S. et James L Knight. de journalisme d'affaires à l'Université Columbia.
En mars 2013, Sylvia Nasar dépose une plainte accusant l'université d'avoir détourné, au cours de la dernière décennie, 4,5 millions de dollars de fonds de la dotation Knight qui paie son salaire. Le New York Times explique : « Pendant son procès, Mme Nasar a déclaré qu'après s'être plainte des fonds mal dépensés, [un responsable de l'Université de Columbia] l'avait intimidée et harcelée » en lui disant que la fondation Knight « n'était pas satisfaite de sa performance à la chaire Knight, parce que Knight s'était opposée à son travail sur les livres. »
Nasar a trois enfants adultes, Clara, Lily et Jack, et vit à Tarrytown, New York. Son mari est Darryl McLeod, économiste à l'Université Fordham.

## Publications
En 1998, Sylvia Nasar publie Un bel esprit (A Beautiful Mind), une biographie de l'économiste et mathématicien lauréat du prix Nobel John Forbes Nash Jr. L'ouvrage décrit de nombreux aspects de la vie et de la personnalité de Nash et étudie le stress d'une maladie mentale grave. Il remporte en 1998 le Prix du Cercle National des critiques de livres dans la catégorie biographie.
Le second livre de Nasar, La grande quête, l'histoire du génie économique (Grand Pursuit : the story of Economic Genius), est publié en 2011. C'est un récit historique qui expose le point de vue de Sylvia Nasar, selon lequel l'économie a sauvé l'humanité de la misère et des privations, en plaçant ses circonstances matérielles entre ses propres mains plutôt que dans le destin. L'ouvrage remporte le Prix du livre du Los Angeles Time, dans la catégorie Science et technologie.
Le 28 août 2006, le New Yorker publie l'article de Sylvia Nasar Destin multiple (Manifold Destiny), qui contient la seule interview de Grigori Perelman, le mathématicien qui a résolu la conjecture de Poincaré et a décliné la médaille Fields en 2006. L'article examine la réponse de Shing-Tung Yau, médaillé Fields, à propos de la preuve de Perelman. Certains mathématiciens écrivent des lettres pour défendre Yau contre le portrait de Sylvia Nasar, et Yau  menace de porter plainte, mais y renonce finalement.

## Récompenses et honneurs
- 2011 : Prix du livre du Los Angeles Time (Science et technologie), Grand Pursuit: The Story of Economic Genius
- Prix Rhône-Poulenc 1999, nomination, A Beautiful Mind
- 1998 : Prix du cercle national des critiques de livres pour la biographie, A Beautiful Mind
- 1998 : Prix Pulitzer de la biographie, nomination, A Beautiful Mind

## Travaux
- A Beautiful Mind : A Biography of John Forbes Nash Jr., lauréat du prix Nobel d'économie, Simon & Schuster, 1998. (ISBN 0-684-81906-6)
- Grand Pursuit: The Story of Economic Genius, Simon & Schuster, 13 septembre 2011. (ISBN 978-0-684-87298-8)